# セニア・スタット＝デ・ヨング
セニア・スタット＝デ・ヨング（Xenia Stad-de Jong、1922年3月4日 - 2012年4月3日）は、オランダの元陸上競技選手である。彼女は、1948年に開催された1948年ロンドンオリンピックの女子400メートルリレー走で金メダルを獲得した。

## 経歴
セニア・デ・ヨングは、1922年にスマラン（当時はオランダ領東インドに属していた）で生まれた。結婚してスタット＝デ・ヨング姓となってからも陸上競技を続け、ロンドンオリンピックに出場することになった。
ロンドンオリンピックでは、100メートル競走と400メートルリレー走の2種目に出場した。100メートル走では予選2位となって準決勝に進んだものの、準決勝では5位に終わって決勝進出を逃した。
400メートルリレー走ではネッティ・ヴィツィエール＝ティメール、ヘルタ・ファン・デル・カデ＝クデイス、フランシナ・ブランカース＝クンとチームを組んで第一走者を任された。11チームが出場した予選は、出場チームを3組に分けて各組の上位2チームが決勝に進出する形式をとった。オランダ代表チームは47秒6の記録を出して予選3組の1位 となり、決勝に進んだ。決勝では47秒5（手動計時。電動計時では47秒6）の記録で1位となって、オランダ代表チームは金メダル獲得を果たした。なお、1950年にブリュッセルで開催されたヨーロッパ陸上選手権大会（en:1950 European Athletics Championships）では、同じく400メートルリレー走で銀メダルを獲得している。
2012年4月3日、死去。90歳没。